# Хамилтон (Индијана)
Хамилтон (енгл. Hamilton) град је у америчкој савезној држави Индијана.

## Демографија
По попису из 2010. године број становника је 1.532, што је 299 (24,2%) становника више него 2000. године.
| Група             | 2000.         | 2010.         |
| Белци             | 1.203 (97,6%) | 1.495 (97,6%) |
| Афроамериканци    | 1 (0,1%)      | 4 (0,3%)      |
| Азијати           | 1 (0,1%)      | 4 (0,3%)      |
| Хиспаноамериканци | 19 (1,5%)     | 17 (1,1%)     |
| Укупно            | 1.233         | 1.532         |